# Gene Mako
Constantine „Gene“ Mako (* 24. Januar 1916 in Budapest, Ungarn; † 14. Juni 2013 in Los Angeles, Kalifornien) war ein US-amerikanischer Tennisspieler und Kunsthändler.

## Leben
Constantine Mako wurde am 24. Januar 1916 in Budapest geboren. Als er sieben Jahre alt war, zog er mit seiner Familie von Buenos Aires nach Los Angeles.
Im Intercollegiate Championship gewann er 1934 die Konkurrenzen im Einzel und im Doppel.
Bei den Amerikanischen Tennismeisterschaften stand er 1938 im Finale gegen seinen Freund Don Budge, verlor jedoch in vier Sätzen mit 3:6, 8:6, 2:6 und 1:6.
Im Doppel standen die beiden viermal im Finale und waren zweimal siegreich.
1935 verloren sie gegen ihre Landsmänner Wilmer Allison und John Van Ryn in fünf Sätzen mit 2:6, 3:6, 6:2, 6:3 und 1:6.
Im Jahr 1936 gewannen sie gegen ihre Vorjahresgegner in drei Sätzen mit 6:4, 6:2 und 6:4.
Gegen die Deutschen Gottfried von Cramm und Henner Henkel verloren Mako und Budge 1937 in drei Sätzen mit 4:6, 5:7 und 4:6.
Bei ihrer letzten Finalteilnahme im Jahr 1938 siegten sie gegen die Australier Adrian Quist und John Bromwich in drei Sätzen mit 6:3, 6:2 und 6:1.
Den Wettbewerb im Mixed gewann Mako 1936 zusammen mit Alice Marble gegen Sarah Palfrey und Don Budge in zwei Sätzen mit 6:3 und 6:2.
1937 gewann er mit der US-amerikanischen Nationalmannschaft den Davis Cup gegen das Vereinigte Königreich und 1938 gegen das Nationalteam Australiens.
Bei den Wimbledon Championships gewann er zweimal im Doppel zusammen mit Don Budge. 1937 siegten sie in vier Sätzen mit 6:0, 6:4, 6:8 und 6:1 über die Briten Pat Hughes und Raymond Tuckey und 1938 über die Deutschen Henner Henkel und Georg von Metaxa in vier Sätzen mit 6:4, 3:6, 6:3 und 8:6.
1938 erreichte er mit Don Budge das Endspiel der Französischen Tennismeisterschaften. Sie unterlagen den Franzosen Bernard Destremau und Yvon Petra in vier Sätzen mit 6:3, 3:6, 7:9 und 3:6.
Während des Zweiten Weltkrieges diente er der United States Navy. In dieser Zeit spielte Mako trotzdem weiterhin Tennis.
Im Jahr 1973 wurde Mako in die International Tennis Hall of Fame aufgenommen.